# Alexander Stille
Alexander Stille (né le 1er janvier 1957 à New York)  est un écrivain et journaliste américain.

## Jeunesse et éducation
Alexander Stille est né le 1er janvier 1957 à New York. Il est le fils d'Elizabeth et de Michael U. Stille. Michael est un journaliste d'origine russe qui fut longtemps correspondant aux États-Unis et plus tard rédacteur en chef du journal milanais Corriere della Sera. Alexander Stille est diplômé de Yale et de la Graduate School of Journalism de l'Université Columbia.

## Carrière
- Travaux

Stille écrit plusieurs livres et de nombreux articles sur l'histoire, la culture et la politique de l'Italie, ainsi que sur l'héritage de la mafia. Ses écrits sont publiés notamment dans New York Times, La Repubblica, The New Yorker, The New York Review of Books, The New York Times Magazine, l'Atlantic Monthly, The New Republic, The Correspondent, US News & World Report, The Boston Globe et le Toronto Globe and Mail,. 
- Benevolence and Betrayal : Five Italian Jewish Families Under Fascism

Le premier livre de Stille, Benevolence and Betrayal : Five Italian Jewish Families Under Fascism, remporte le prix du livre du Los Angeles Times et a été sélectionné par le Times Literary Supplement comme l'un des meilleurs livres d'histoire de 1992. Stille y raconte l'histoire de plusieurs familles italiennes pour explorer la « qualité paradoxale de la vie juive dans l'Italie fasciste - un pays très tolérant qui a soudainement adopté l'antisémitisme, le principal allié de l'Allemagne nazie - qui avait catégoriquement refusé de coopérer à la déportation des Juifs ». Il montre finalement comment « l'expérience des Juifs italiens » pendant le régime fasciste impliquait « un étrange mélange de bienveillance et de trahison, de persécution et de sauvetage » qui la distinguait de la plupart des autres pays d'Europe. Herbert Mitgang écrit dans le New York Times : « Le résultat… est une réussite qui mérite d'être citée parmi les œuvres de fiction les plus perspicaces sur la vie et la mort sous le fascisme. ».
- Excellent Cadavers : The Mafia and the Death of the First Italian Republic

En 1995, Stille publie une étude de l'histoire italienne plus récente : Excellent Cadavers : The Mafia and the Death of the First Italian Republic, une enquête sur la mafia sicilienne dans la seconde moitié du XXe siècle. Il se concentre sur les événements qui ont conduit à la répression majeure contre l'organisation criminelle dans les années 1990 après le règne sanguinaire de Salvatore Riina et a été dédié en partie à la mémoire des juges anti-mafia Giovanni Falcone et Paolo Borsellino. Qualifiant Stille d'« écrivain à surveiller », Richard Bernstein a décrit Excellent Cadavers dans le New York Times comme une « histoire absorbante et détaillée » qui a été « méticuleusement documentée ». Les événements décrits dans le livre sont adaptés en deux films du même nom : un récit fictif de HBO Pictures de 1999 Falcone contre Cosa Nostra, avec Chazz Palminteri dans le rôle de Falcone, et un documentaire de 2005 réalisé par Marco Turco, In un altro paese.
- The Future of the Past

Dans The Future of the Past (2002), Stille examine la façon dont les gens se rapportent à l’histoire dans un monde en constante évolution. « Le radar spatial, les modèles informatiques, la photographie infrarouge, la datation au carbone, l'imagerie par résonance magnétique, l'analyse de l'ADN et des produits chimiques, ainsi que les CD-ROM, offrent des possibilités sans précédent d'étudier et de préserver le passé [...] En même temps, les sous-produits de l'accélération du changement technologique - l'industrialisation, la croissance démographique et la pollution - menacent de détruire en quelques générations des monuments et des œuvres d'art qui ont survécu à des milliers d'années de guerre, de révolution, de famine et de peste. ». Dans une critique, Michiko Kakutani qualifie le livre de « fascinant mais désordonné », un « livre dans lequel les parties sont beaucoup plus intéressantes que l'ensemble ». Stille « a choisi d'éviter de défendre une thèse particulière ».
- The Sack of Rome: How a Beautiful European Country with a Fabled History and a Storied Culture Was Taken Over by a Man Named Silvio Berlusconi

Stille revisite sa vision de l'Italie dans ses deux premiers livres dans The Sack of Rome: How a Beautiful European Country with a Fabled History and a Storied Culture Was Taken Over by a Man Named Silvio Berlusconi (2006). Dans une critique de l'ouvrage consacré à la transformation de Berlusconi, magnat de l'immobilier et des médias, en Premier ministre italien, Publishers Weekly félicite Stille pour avoir « analysé de manière exquise non seulement la culture italienne contemporaine, mais aussi la montée inquiétante d'une culture politique internationale dans laquelle des personnalités telles que Berlusconi peuvent s'épanouir ». L'intérêt pour le livre a été ravivé pendant et après la campagne présidentielle américaine de 2016 ; par exemple, Chris Hayes de MSNBC déclare qu'il l'a lu « quelques jours après l'élection de Trump » parce que le profil de Berlusconi par Stille suggérait « l'analogie moderne la plus proche » de l'ascension de Trump auquel il pouvait penser. Stille lui-même effectue la comparaison dans un essai de 2016 pour The Intercept, notant que « tous deux [Trump et Berlusconi] sont des milliardaires qui ont fait fortune dans l'immobilier, dont la richesse et le style de vie de playboy les ont transformés en célébrités » avec « un attrait interclasse improbable », tout en explorant également comment « la déréglementation presque totale des médias audiovisuels » en Italie et aux États-Unis a contribué à créer des conditions que chacun d'eux pourrait utiliser à son avantage politique. 
- The Force of Things : A Marriage in War and Peace

The Force of Things : A Marriage in War and Peace (2013), est un ouvrage soutenu par une bourse Guggenheim qui remporte le prix Blake-Dodd de non-fiction 2014 de l'Académie américaine des arts et des lettres. Stille mets ses compétences de journaliste d'investigation au service de sa famille et écrit un livre qui est en partie un mémoire, en partie une double biographie de ses parents : son père journaliste, « un réfugié de deux pays » qui avait fui à la fois la révolution russe et le fascisme italien, et sa mère avec ses origines « protestantes anglo-saxonnes blanches du Midwest ». Dans le New York Times, Kakutani écrit que le portrait que Stille fait de l'histoire difficile des malheurs conjugaux de ses parents « devient une étude psychologique fascinante de deux personnes au passé familial compliqué, essayant de se forger leur propre identité - deux personnes avec des points de vue et des expériences de l'histoire totalement différents ». 
- The Sullivanians : Sex, Psychotherapy, and the Wild Life of an American Commune

Dans The Sullivanians : Sex, Psychotherapy, and the Wild Life of an American Commune (2023), Stille examine l'histoire mouvementée d'un groupe de psychothérapie radical, le Sullivan Institute for Research in Psychoanalysis, dont « les fondateurs voulaient lancer une révolution... fondée sur des idéaux d'expression créative, de libération sexuelle et de liberté des normes sociales » et qui, dans les années 1960, était devenu « une commune urbaine de centaines de personnes [dans l'Upper West Side de Manhattan], avec des patients vivant avec d'autres patients, menant une vie créative et polyamoureuse ». Stille raconte comment cette entreprise idéaliste a rapidement « évolué d'une expérience communautaire radicale vers une secte insulaire, avec des thérapeutes contrôlant pratiquement tous les aspects de la vie de leurs patients, de l'endroit où ils vivaient à la fréquence à laquelle ils voyaient leurs enfants ». Publishers Weekly a qualifié The Sullivanians de « regard intime et captivant sur le groupe qui a émergé dans les années 1950 à New York et à Amagansett, Long Island » et qui a fini par attirer « des adeptes célèbres [qui] comprenaient les romanciers Richard Elman et Richard Price, la chanteuse Judy Collins et le critique d'art Clement Greenberg, qui a recruté les peintres Jackson Pollock et [Jules] Olitski ». Louant l'utilisation par Stille d'« entretiens sincères avec d'anciens membres et leurs enfants », la critique conclut que l'ouvrage est un « exposé captivant, obstinément documenté et profondément compatissant » de l'ascension et du déclin de la communauté. 

### Enseignement
Stille est professeur de journalisme international à la Columbia School of Journalism.

## Publications
- Alexander Stille, Benevolence and Betrayal: Five Italian Jewish Families Under Fascism, Picador, 1991 (ISBN 0671671529)
- Alexander Stille, Excellent Cadavers: The Mafia and the Death of the First Italian Republic, Pantheon, 1995 (ISBN 0679425799)
- Alexander Stille, The Future of the Past, Farrar, Straus and Giroux, 2002 (ISBN 0374159777)
- Alexander Stille, The Sack of Rome: How a Beautiful European Country with a Fabled History and a Storied Culture Was Taken Over by a Man named Silvio Berlusconi, Penguin, 2006 (ISBN 159420053X)
- Alexander Stille, The Force of Things: A Marriage in War and Peace, Farrar, Straus and Giroux, 2013 (ISBN 9780374157425)
- Alexander Stille, The Sullivanians: Sex, Psychotherapy, and the Wild Life of an American Commune, Farrar, Straus and Giroux, 2023 (ISBN 9780374600396)